# قرص عقيلي
قرص عقيلي أكلة كويتية تراثية. سبب التسمية، أنها كانت تحضر قديماً بقدور المعدن المفرغة من المنتصف، فتتشكل على هيئة قرص منفوخ، ومن هنا جاءت كلمة قرص، ومعنى عقيلي، تصغير للعقال «ما يضعه الرجال على الرأس»، أما حالياً، فإنها تعمل بقوالب الكيك، أو الكب كيك.
وتمتاز بنكهة ورائحة الهيل والزعفران والسمسم المحمص، كما أنها يجب أن تكون هشة وخفيفة، وتؤكل عادة مع إفطار العيد، مع الحليب الساخن، ويمكن تقديمها كحلوى، وتكثر بالشتاء مع القهوة والشاي، بجانب قرص «دوة» الفحم، في الاجتماعات الأسرية والمخيمات.

## طريقة التحضير
يسخن الفرن لدرجة 180، ويمسح القالب بالطحينة ويرش السمسم على جميع الاتجاهات، ثم نقوم بنقع الزعفران والهيل وصبغة الزعفران بالحليب الدافئ، نخفق البيض مع الفانيلا والسكر في الخلاط الكهربائي لمدة 10 دقائق حتى يتغير لون البيض إلى الأصفر الفاتح، ثم يضاف الزيت والحليب والملح، ونعمل على نخل الطحين مع «البيكنج بودر»، ويضاف لخليط الكيك ويخلط بالملعقة، يسكب بالقالب ويوضع في الفرن بدرجة حرارة 170-180، حتى ينضج، تترك حتى تبرد، ثم ترش بالسكر البودر في حال الرغبة، وتقدم.

## السعرات الحرارية لقرص عقيلي للحصة الواحدة[3]
| سعرات حرارية    | 224 سعرة حرارية |
| بروتين          | 5.2 غرام        |
| دهون إجمالية    | 8.4 غرام        |
| مجمل كربوهيدرات | 33.5 غرام       |
| ألياف غذائية    | 10.6 غرام       |
| صوديوم          | 42 مليغرام      |
| كوليسترول       | 99 مليغرام      |